# F. est un salaud
Pour plus de détails, voir Fiche technique et Distribution.
F. est un salaud est un film franco-suisse réalisé par Marcel Gisler, sorti en 1998.

## Synopsis
L'action se passe à Zurich en 1973. Un adolescent, Beni, tombe amoureux de Fögi, un chanteur de rock underground. Il découvre la vie marginale de son idole et amant. Lorsque Fögi part pour le Liban chercher du haschich à revendre en Suisse pour financer son groupe, Beni se laisse séduire par un psychiatre qui lui donne de l'argent. Fögi revient et, replongeant dans la drogue, entraîne Beni dans une spirale destructrice. Beni, fasciné, se laisse réduire à n'être plus qu'un chien, et se prostitue pour Fögi,.

## Fiche technique
- Titre : F. est un salaud
- Réalisation : Marcel Gisler
- Scénario : Marcel Gisler et Rudolf Nadler d'après un roman de Martin Frank
- Production : Pierre-Alain Schatzmann et Ruth Waldburger
- Musique originale : Rainer Lingk
- Photographie : Sophie Maintigneux
- Montage : Bettina Böhler

## Distribution
- Frédéric Andrau : Fögi
- Vincent Branchet : Beni
- Urs Peter Halter : Töbe
- Jean-Pierre von Dach : Wäde

## Distinctions
- Prix du jeune jury au Festival international du film de Locarno en 1998.
- Prix du cinéma suisse : prix du meilleur film en 1999.